# Gustaf von Numers (Heraldiker)
Gustaf von Numers (* 31. Juli 1912 in Kangasala; † 21. Mai 1978 in Helsinki) war ein finnischer Beamter und ein führender Heraldiker der Neuzeit.
Gustaf, Angehöriger der Adelsfamilie von Numers, studierte in den 1930er Jahren Heraldik. Er galt als einer der führenden finnischen Experten auf diesem Gebiet. Unterstützt durch viele Kollegen trug er zur Schaffung der parlamentarischen Gesetze über die kommunalen Wappen in Finnland im Jahre 1949 bei. Er schuf rund 150 Gemeindewappen sowie Militär-Banner und Familienwappen. Er war ein Gründungsmitglied der finnischen Gesellschaft der Heraldik „Wappentier“ und war auch deren erster Vorsitzender in den Jahren 1957–1964. Als Mitglied des Internationalen Adelsrates der heraldischen Akademie (Académie Internationale d’Héraldique) seit seiner Gründung im Jahre 1949 hat von Numers sich hohe Anerkennung erarbeitet.
Auf Grund seines hohen Ansehens wurde eine 1982 eingerichtete internationale Auszeichnung in Erinnerung an ihn nach ihm benannt. Sie trägt den Namen Gustav-von-Numers-Preis für heraldische Kunst und Design und ist eine Auszeichnung für Einzelpersonen, um ihre Verdienste in heraldischer Gestaltung und Kunst zu würdigen. Der Heraldiker Ottfried Neubecker erhielt diesen Preis 1982, der Heraldiker Carl Alexander von Volborth (1919–2009) 1984.
Der Dramatiker und Schriftsteller Gustaf von Numers (* 21. März 1848 in Maxmo; † 6. Februar 1913 in Kannus) war ein entfernter Verwandter.